# Santes
Santes là một xã ở tỉnh Nord ở miền bắc nước Pháp. Xã này có diện tích 7,57 kilômét vuông, dân số năm 1999 là 4974 người. Xã nằm ở khu vực có độ cao trung bình 26 mét trên mực nước biển. 